# Calamoecia trifida
Calamoecia trifida is een eenoogkreeftjessoort uit de familie van de Centropagidae. De wetenschappelijke naam van de soort is voor het eerst geldig gepubliceerd in 1961 door Bayly.